# Illigera luzonensis
Illigera luzonensis är en tvåhjärtbladig växtart som först beskrevs av Karel Presl, och fick sitt nu gällande namn av Elmer Drew Merrill. Illigera luzonensis ingår i släktet Illigera och familjen Hernandiaceae. Inga underarter finns listade i Catalogue of Life.